# Arbeitszeitmanagement (Buch)
Arbeitszeitmanagement. Grundlagen und Perspektiven der Gestaltung flexibler Arbeitszeitsysteme ist ein 1987 durch den Personalforscher Rainer Marr (Universität der Bundeswehr München) im wissenschaftlichen Erich Schmidt Verlag in Berlin herausgegebenes Sammelwerk. Er wurde in die durch Ralf Reichwald und Rainer Marr herausgegebene Schriftenreihe Mensch und Arbeit im technisch-organisatorischen Wandel aufgenommen; 1993 erschien die zweite und 2001 die dritte neu bearbeitete Auflage.

## Inhalt
Das Buch befasst sich mit der Arbeitszeit im wirtschaftlichen Kontext (Stichwort Arbeitsmarkt), speziell den Arbeitgeber- und den Arbeitnehmerinteressen. Es gliedert sich in sechs Kapitel, verfasst von Personen aus Wissenschaft und Praxis. Während zunächst auf Interessenausgleiche eingegangen wird, werden dann verschiedene Gestaltungsmöglichkeiten aufgezeigt (d. h. Vorstellung von Arbeitszeitmodellen). Später geht es um praktische Arbeitszeitgestaltungen in der Wirtschaft und psychologische Aspekte. Ein weiteres Kapitel befasst sich mit der Implementierung. Abschließend gehen Autoren auf die europäische Entwicklung ein.
Für den Herausgeber des Werkes, Rainer Marr (Professor für Betriebswirtschaftslehre), ist die Arbeitszeitflexibilisierung eine „Herausforderung an Wirtschaft und Gesellschaft“. Als Lösung bietet er das Arbeitszeitmanagement an, welches er als „die Gestaltung des betrieblichen Arbeitszeitsystems zur Harmonisierung von Arbeitszeitbedarf und Arbeitszeitangebot nach Maßgabe der Kriterien der ökonomischen und sozialen Effizienz und im Rahmen der durch Gesetz und Tarifvertrag festgelegten Spielräume“ definiert. Diese Definition wurde wiederholt herangezogen, so auch vom Institut für Arbeitsmarkt- und Berufsforschung (IAB).
Ferner arbeitete Marr in einem Beitrag arbeitszeitbezogene Beurteilungskriterien der ökonomischen (Kosten-, Produktivitäts-, Integrations- und Flexibilitätskriterien) und der sozialen Effizienz (objektiv und subjektiv messbare Kriterien) heraus.

## Autoren
Die Beiträge im Buch wurden durch verschiedene Praktiker und Wissenschaftler beigesteuert u. a. Peter Conrad, Heidrun Friedel-Howe, Rainer Marr, Werner Müller, Lutz von Rosenstiel, Martin Stengel, Michael Stitzel und Jörg Sydow.

## Rezeption
Für Ruedi Ergenzinger (Die Unternehmung) gebe das Buch Argumente und Hilfestellungen und trage so differenziert zur „Versachlichung der Diskussion“ bei. Es sei ein „sehr wertvolles“ und „zeitgemäßes Werk“ mit „beachtenswerten“ Anregungen.
In der juristischen Fachzeitschrift Recht der Arbeit befand der Rechtsanwalt Michael Rath-Glawatz, durch die Darstellung personalbezogener Wirkungen von Arbeitszeitflexibilisierungen gebe das Buch ein „solides Fundament“ insbesondere für politische, tarifpolitische und unternehmerische Gestalter, sei aber auch „von Wert“ für Arbeitsrechtler.
Die Arbeitspsychologin Yvonne Ferreira (Technische Universität Darmstadt) hielt das Buch in einer Rezension von 2003 in der Zeitschrift für Arbeitswissenschaft für ein geeignetes Überblicks- und Nachschlagewerk zum Thema flexible Arbeitszeiten.
Der dritten Auflage bescheinigte 2006 der Verwaltungsdirektor der Bayerischen Verwaltungsschule in der Zeitschrift für Beamtenrecht „ungebrochene Aktualität“. Alle, die sich mit Arbeitszeitgestaltung beschäftigen, würden durch den Band profitieren.

## Ausgaben
- Arbeitszeitmanagement. Grundlagen und Perspektiven der Gestaltung flexibler Arbeitszeitsysteme (= Mensch und Arbeit im technisch-organisatorischen Wandel. Band 4). Erich Schmidt Verlag, Berlin 1987, ISBN 3-503-02628-2.
- Arbeitszeitmanagement. Grundlagen und Perspektiven der Gestaltung flexibler Arbeitszeitsysteme (= Mensch und Arbeit im technisch-organisatorischen Wandel. Band 4). 2. neu bearbeitete Auflage, Erich Schmidt Verlag, Berlin 1993, ISBN 3-503-03424-2.
- Arbeitszeitmanagement. Grundlagen und Perspektiven der Gestaltung flexibler Arbeitszeitsysteme (= Mensch und Arbeit im technisch-organisatorischen Wandel. Band 4). 3. neu bearbeitete Auflage, Erich Schmidt Verlag, Berlin 2001, ISBN 3-503-06056-1.